# Romeo Island
Romeo Island ist eine Insel im Archipel der Südlichen Shetlandinseln. Sie liegt 5,5 km südwestlich von Table Island.
Das UK Antarctic Place-Names Committee benannte sie 1961 nach dem britischen Robbenfänger Romeo aus London unter Kapitän James Johnson, die zwischen 1821 und 1822 in den Gewässern um die Südlichen Shetlandinseln operierte und im März 1822 im nahegelegenen Clothier Harbour havariert war.